# ブラジル大賞
ブラジル大賞（ブラジルたいしょう、Grande Prêmio Brasil）は、ブラジルのガベア競馬場にて開催される競馬の競走である。

## 概要
グレード制ではGIに類される。芝2400mで施行され、出走条件は4歳以上馬。
1933年に創設され、当初は芝3000mで行われていた。1974年に現在の芝2400mに変更され、現在に至る。
2013年までは8月に開催されていたが、2014年からは6月に開催されている（2020年・2021年を除く）。

## 主な記録
1960年の第28回では、サンパウロ地区三冠馬のファーウェルとリオデジャネイロ地区三冠馬のエスコリアルとの直接対決が実現した。これがブラジル初の三冠馬同士の直接対決とされている。

## 近年の勝ち馬
- 2000年　Straight Flush
- 2001年　Queen Desejada
- 2002年　Potri Road
- 2003年　Lord Marcos
- 2004年　Thignon Boy
- 2005年　Velodrome
- 2006年　Dono Da Raia
- 2007年　L'Amico Steve
- 2008年　Top Hat
- 2009年　Jeune Turc
- 2010年　Moryba
- 2011年　Belo Acteon
- 2012年　Didimo
- 2013年　Aerosol
- 2014年  Bal a Bali
- 2015年 Barolo[2]
- 2016年 My Cherie Amour[3]
- 2017年 Voador Magee[4]
- 2018年  Quarteto De Cordas[5]
- 2019年 George Washington[6]
- 2020年 Pimper's Paradise
- 2021年 George Washington
- 2022年 Nautilus
- 2023年 Raptor's[7]
- 2024年 Obataye
- 2025年 Sinsel[8]